# Kati Rickenbach
 (octobre 2018).
Si vous disposez d'ouvrages ou d'articles de référence ou si vous connaissez des sites web de qualité traitant du thème abordé ici, merci de compléter l'article en donnant les références utiles à sa vérifiabilité et en les liant à la section « Notes et références ».
Kati Rickenbach, née en 1980 à Bâle, est une dessinatrice et illustratrice suisse, co-rédactrice en chef du magazine de bande dessinée Strapazin.

## Biographie
En 2001, Kati Rickenbach commence ses études d'illustration à l'Académie des arts et du design à Lucerne. En parallèle, elle fait paraître dès 2002 ses bandes dessinées en auto-édition. Durant l'année 2004, elle étudie à l’université des arts appliquées de Hambourg. 
Depuis 2005, elle travaille comme dessinatrice et illustratrice indépendante.
C'est en 2007 que paraît son premier livre, Filmriss. Il raconte l'histoire d'une femme qui se réveille un matin avec la gueule de bois et qui ne se souvient pas de ce qui s'est passé la veille. En 2007 également, sa première exposition solo a lieu au Fumetto, le Festival international de la bande dessinée de Lucerne.
Deux séjours à Hambourg, en 2004 et en 2009, ont constitué la base de son deuxième livre autobiographique Jetzt kommt später (2011). Il permet de mieux comprendre la vie d'un étudiant en échange, les rencontres compliquées, les petits emplois et la lutte pour la liberté artistique comme auteur de bande dessinée. 
Kati Rickenbach vit à Zurich[réf. nécessaire]. Elle fait des bandes dessinées et des illustrations pour des magazines, notamment Schweizer Familie, Tages-Anzeiger ou la bibliothèque publique Lenzburg, et également dans des magazines de bandes dessinées tels que Strapazin. Elle donne des conférences et fait des ateliers de bande dessinée dans les écoles[réf. nécessaire].
Elle a exposé, entre autres, à Lausanne, Oslo, Ravenne, Erlangen, Berlin, Zurich et New Delhi.

## Œuvres
- Der Anfang und das Ende dans Strapazin 83, Zurich, 2006.
- Zyri. Kolumne, züritipp, Zurich, 2006.
- November 2007, My secret diary, Berlin, 2007.
- Filmriss, Zurich, Edition Moderne, 2007.
- « Der Unfall », ORANG, Reprodukt, no 7,‎ 2008.
- « No water in O-block », dans When Kulbushan met Stöckli, New Delhi, Phantomville Books, 2009.
- La Vache espagnole, Belgique, Eisbär, 2010.
- Rote Fabrik Geschichten, Zurich, Kolumne, Rote Fabrik Zeitung, 2010.
- Mit vollem Einsatz. Ein Comic zum Leben von Huldrych Zwingli, Zurich, Theologischer Verlag Zürich, 2011.
- Jetzt kommt später, Zurich, Edition Moderne, 2011.
- Rabenmutter, Illustrationen zu Texten von Nathalie Sassine, Zurich, Walde und Graf, 2011.
- Demain commence aujourd'hui, Paris, L'Agrume, 2014  (ISBN 979-10-90743-17-5).

### Expositions (sélection)
- 2004 : Echolot 2, Erotic Art Museum, Hambourg
- 2005 : Werkschau, gelbes Haus, Lucerne
- 2006 : Neue deutsche Bilderzähler, Gruppenausstellung, Neapel, Erlangen
- 2007 : Fumetto Einzelausstellung
- 2007 : Einzelausstellungen in Basel und Winterthur
- 2007 : Bulles des femmes, Ausstellung, Lausanne
- 2008 : Fumetto Einzelausstellung, Lucerne
- 2008 : plusplus comics Ausstellung, Neurotitan, Berlin
- 2008 : Kreis 4, Gruppenausstellung, galerie Baviera, Zurich
- 2008 : 1452 miles from home, Gruppenausstellung, New Delhi
- 2009 : Erotik, Cartoonmuseum, Bâle
- 2009 : Strapazin Ausstellung, Strasbourg
- 2009 : Einzelausstellung Fantoche Filmfestival Tagebuch, Baden
- 2009 : Gruppenausstellung Europäische Autobiografische Comics, St. Petersbourg
- 2010 : Comicfestival Strasbulles, Strasbourg
- 2010 : 25 Jahre STRAPAZIN, Nanjing, China
- 2010 : Kuration des Fantoche Livezeichnen im Kunsthaus Aarau/Festivalzentrum Baden
- 2011 : SPX Comicsfestival Stockholm (avec Ulli Lust, mai 2011)

## Prix
- 2008 : Pro Helvetia Atelier, à New Delhi
- 2008 : Prix Max und Moritz pour la meilleure publication étudiante au Comicfestival Erlangen (avec Plusplus Comics)
- 2008 : Werkbeitrag der Stadt Zürich
- 2009 : Nomination pour le prix Fanzine au Festival international de la bande dessinée d'Angoulême (mit Plusplus Comics)
- 2009 : Comic Werkjahr der Stadt Zürich